# Bajsunkur

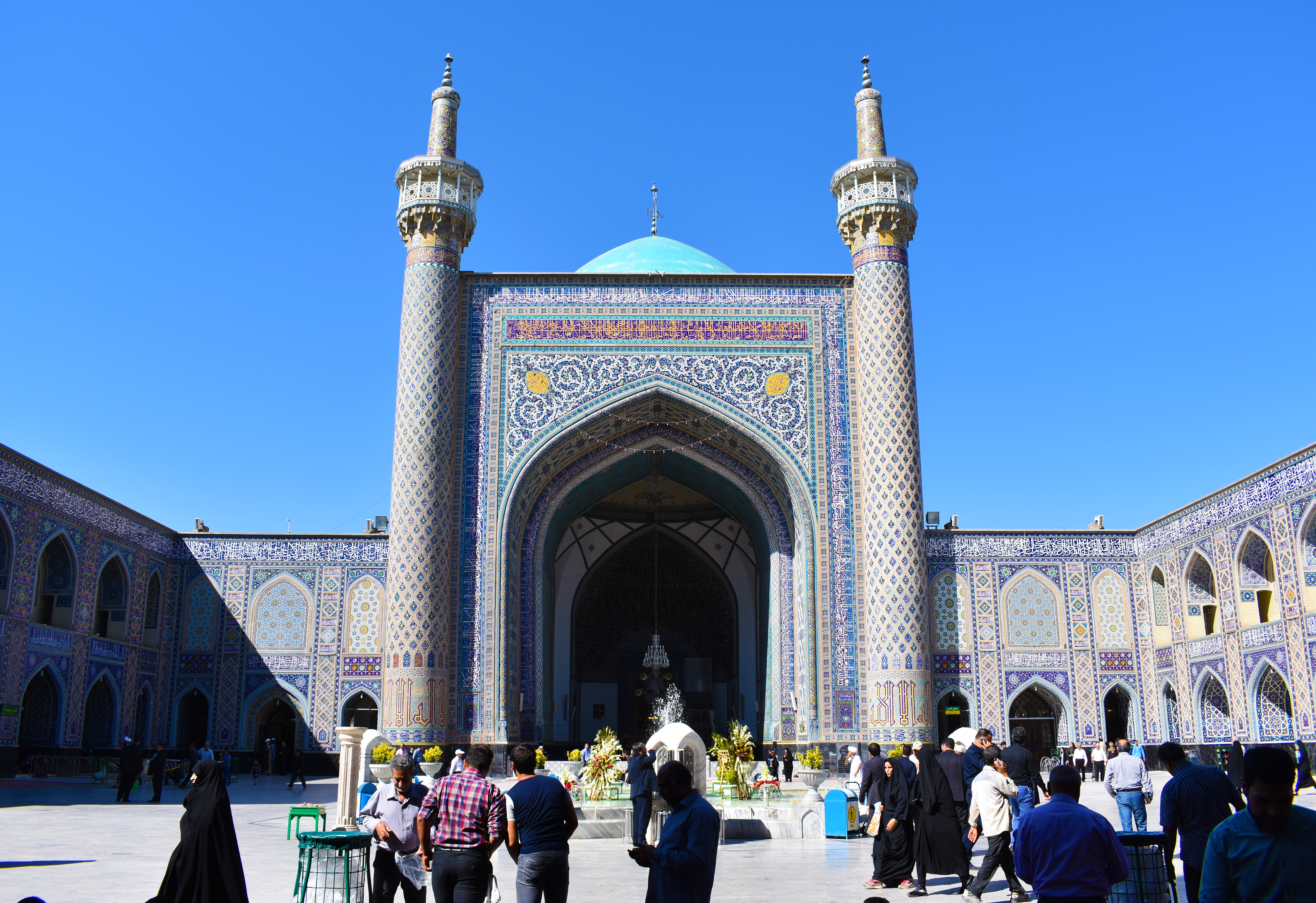
Południowy ejwan Meczetu Gouharszad w Meszhedzie z inskrypcją dedykacyjną zaprojektowaną przez Bajsunkura. Część oryginalnej inskrypcji została uzupełniona po jej uszkodzeniu przez trzęsienie ziemi w 1673

Bajsunkur (w formie perskiej Bajsonghor, بایسنقر), ur. 15 września 1397 w Heracie - zm. 20 grudnia 1433 w pałacu Bagh-i Safid nieopodal Heratu - książę z rodu Timurydów, mąż stanu i mecenas kultury, będący także wybitnym kaligrafem.
Bajsunkur był drugim synem Szahrucha (1405 - 1447) i jego żony Gouharszad Aghi. Jako młodszy syn był prawdopodobnie wychowywany na dworze rodziców i wydaje się, iż faworyzowali go oni jako następcę ojca. W przeciwieństwie do swojego starszego brata Uług Bega (1409 - 1449), który rządził w Mawarannahrze, Bajsunkur nie sprawował tak eksponowanego i samodzielnego namiestnictwa, lecz podczas swojego życia "służył jako prawa ręka swojego ojca w Heracie". W roku 1410/1411 Bajsunkur został pozostawiony jako namiestnik Heratu, wraz ze starszymi emirami przy boku, podczas gdy jego ojciec odbywał kampanię w Mawarannahrze. W roku 1415 został namiestnikiem Astarabadu i zachodniego Chorasanu. W roku 1416/17 został mianowany przez ojca nadzorcą (amir-e diwan) głównej kancelarii (diwan-e ala). Jego głównym zadaniem na nowym stanowisku było przeprowadzenie śledztwa w sprawie podejrzewanego o nadużycia wezyra Fachr ad-Dina Ahmada. Bajsunkur sprawnie przeprowadził dochodzenie, które doprowadziło do pozbawienia Fachr ad-Dina jego urzędu. Bajsunkur pozostał amir-e diwan swojego ojca aż do śmierci, poza tym "posiadając swój własny dywan i armię, prowadząc wojska swojej prowincji i sprawując naczelne dowództwo podczas kampanii Szahrucha. Mieszkał głównie w Heracie, w pałacu Bagh-i Safid, odwiedzając swoją prowincję przez kilka tygodni w roku na polowanie".

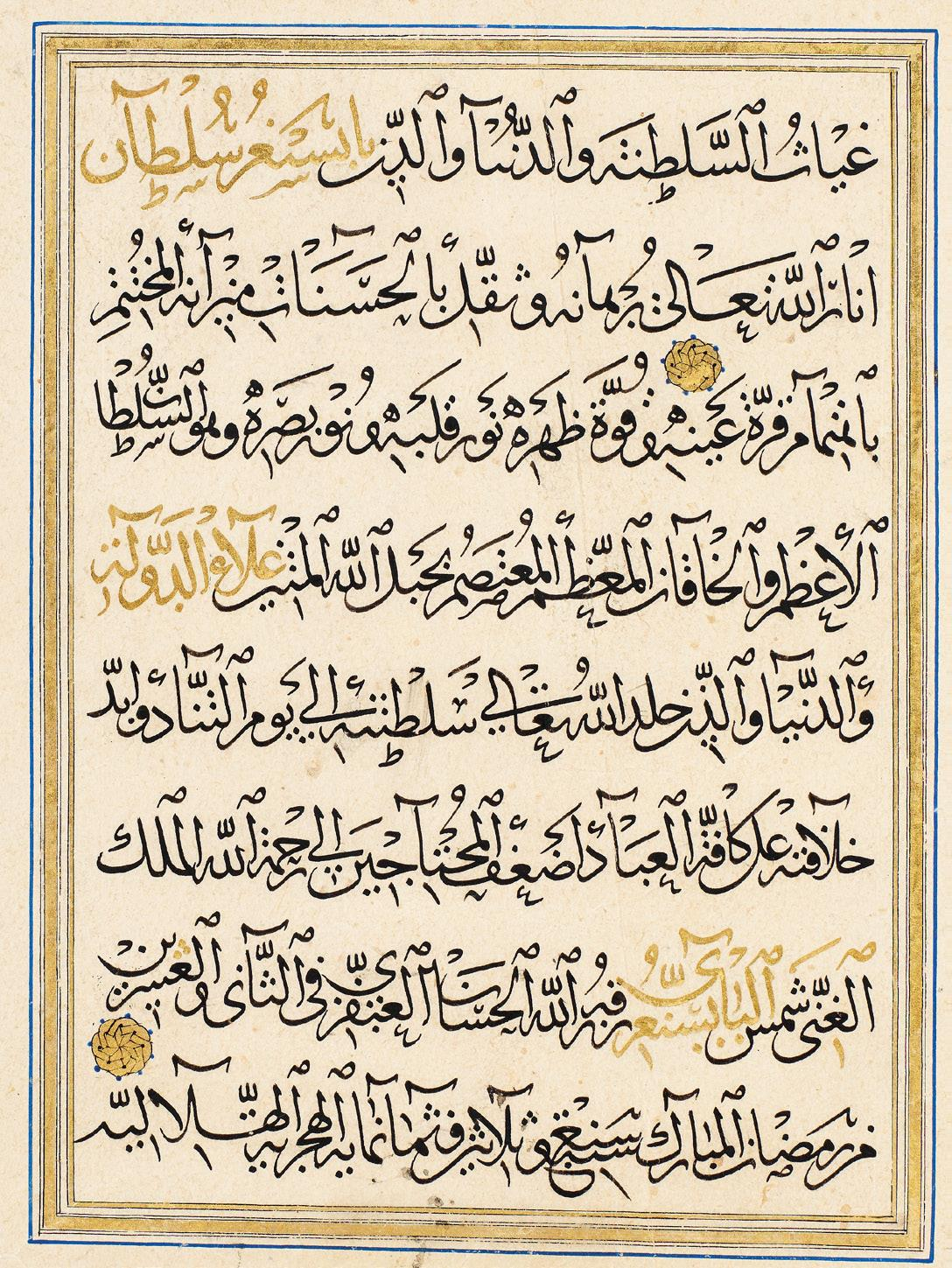
Stronica rękopisu Koranu przepisanego przez Szams ad-Dina Bajsonghoriego. W lewym górnym rogu znajduje się iluminowana złotem sygnatura Bajsunkura, który zlecił wykonanie tego rękopisu. Muzeum Sztuki Tureckiej i Islamskiej w Stambule

W roku 1418 Bajsunkur na czele armii swojego ojca pojmał zbuntowanego kuzyna i namiestnika Kabulu Kajdu. W roku 1421, podczas kampanii przeciwko Kara Kojunlu, zajął Tebriz, by następnie być przez pewien czas namiestnikiem tego miasta. Brał także udział w kampanii przeciwko chanowi Niebieskiej Ordy Borakowi (zm. 1428 lub 1429)  w roku 1427, której celem była obrona pozycji Timurydów w Mawarannahrze po klęsce, jaką poniósł Uług Beg. Po tym, jak Borak został odparty Bajsunkur powrócił do Heratu, najwidoczniej na prośbę swojego brata, który bał się, że ten zastąpi go jako namiestnik. W roku 1429 walczył w kolejnej kampanii przeciwko Kara Kojunlu. W ostatnich latach życia zdrowie Bajsunkura uległo pogorszeniu, prawdopodobnie z powodu jego alkoholizmu, który ostatecznie był przyczyną jego śmierci 20 grudnia 1433 roku. Został pochowany w mauzoleum zbudowanym przez Gouharszad, zaś jego najstarszy syn, Ala ad-Daula (1447-1448), odziedziczył po nim jego namiestnictwo i stanowisko w dywanie. Bajsunkur pozostawił po sobie jeszcze dwóch innych synów, Sultana Muhammada (1447 - 1452) i Babura (1447 - 1457). Po śmierci Szahrucha w roku 1447 walczyli oni o władzę nad Iranem "w starciu, które doprowadziło do zagłady wszystkich trzech".
"Musi być nieco prawdy w stwierdzeniach że głównym powodem dla którego Bajsunkur zawsze powracał do Heratu było jego oddanie dla ojca i matki; ale innym powodem było prawdopodobnie życie kulturalne miasta, za którego istnienie w znacznym stopniu odpowiadali jego rodzice. Nigdzie indziej nie mógł on tak swobodnie rozwijać swoich różnorodnych artystycznych i intelektualnych zainteresowań". Bajsunkur został zapamiętany przede wszystkim jako mecenas i fundator szkoły kaligrafii i malarstwa w Heracie, która bazowała na wcześniejszych stylach z Tebrizu i Szirazu. Po tym jak Szahruch podbił Fars i Azerbejdżan niektórzy artyści z tych centrów znaleźli się w otoczeniu Bajsunkura. Gdzieś od połowy lat 20. XV wieku Bajsunkur nadzorował herackie skryptorium (kitab-chane), gdzie kaligrafowie, iluminatorzy, miniaturzyści i introligatorzy tworzyli dzieła o znakomitej jakości. Bez wątpienia najsłynniejszym wytworem herackiej kitab-chane z tego okresu była edycja "Szahname" przepisana przez słynnego Dżafara Tebriziego w 1430 roku, zawierająca miniatury najlepszych herackich malarzy i opatrzona wstępem samego Bajsunkura. Stała się ona powszechnie znana w świecie perskojęzycznym jako tzw. "Szahname Bajsonghora", a jej tekst funkcjonował jako standardowy dla kolejnych edycji dzieła aż do XX wieku. 
Bajsunkur był zarówno praktykiem jak i patronem w dziedzinach poezji i kaligrafii. Ani jego kilka zachowanych wersów ani wiersze jego podopiecznych nie doczekały się jednak szczególnego uznania przez potomnych. Inaczej rzecz miała się z kaligrafią. Przechowała się pamięć o Bajsunkurze jako kaligrafie będącym mistrzem sześciu klasycznych duktów pisma a ponadto zachowało się kilka przykładów jego kaligrafii, na czele z inskrypcją w Meczecie Gouharszad w Meszhedzie, zbudowanym w 1418 roku. Pomiędzy rokiem 1427 a 1433 Bajsunkur zebrał i połączył album kaligrafii Jakuta al-Mustasimiego (zm. 1298) i jego uczniów. Ten album, pierwszy w swoim rodzaju, zapoczątkował modę, która później dotarła na dwory Osmanów, Safawidów i Wielkich Mogołów. Bajsunkur patronował także historiografii i z jego dworem było związanych dwóch znaczących historyków okresu, Hafez-e Abru i Fasih Chafi. "Kulturalne aktywności Bajsunkura i jego braci zostały opisane w dziele o nieprzemijającej popularności, Tazkirat asz-Szu'ara (Biografiach poetów) Daulatszaha Samarkandiego, ukończonym w roku 1487. Timurydzkie style, które Bajsunkur pomógł rozwinąć, pozostały wpływowe przez stulecia, a wytwory jego skryptorium były poszukiwane przez królewskie biblioteki".